# (29624) Sugiyama
(29624) Sugiyama est un astéroïde de la ceinture principale.

## Description
(29624) Sugiyama est un astéroïde de la ceinture principale. Il fut découvert le 2 octobre 1998 à Susono par Makio Akiyama. Il présente une orbite caractérisée par un demi-grand axe de 2,32 UA, une excentricité de 0,09 et une inclinaison de 7,3° par rapport à l'écliptique.

## Compléments